# Villa Roche

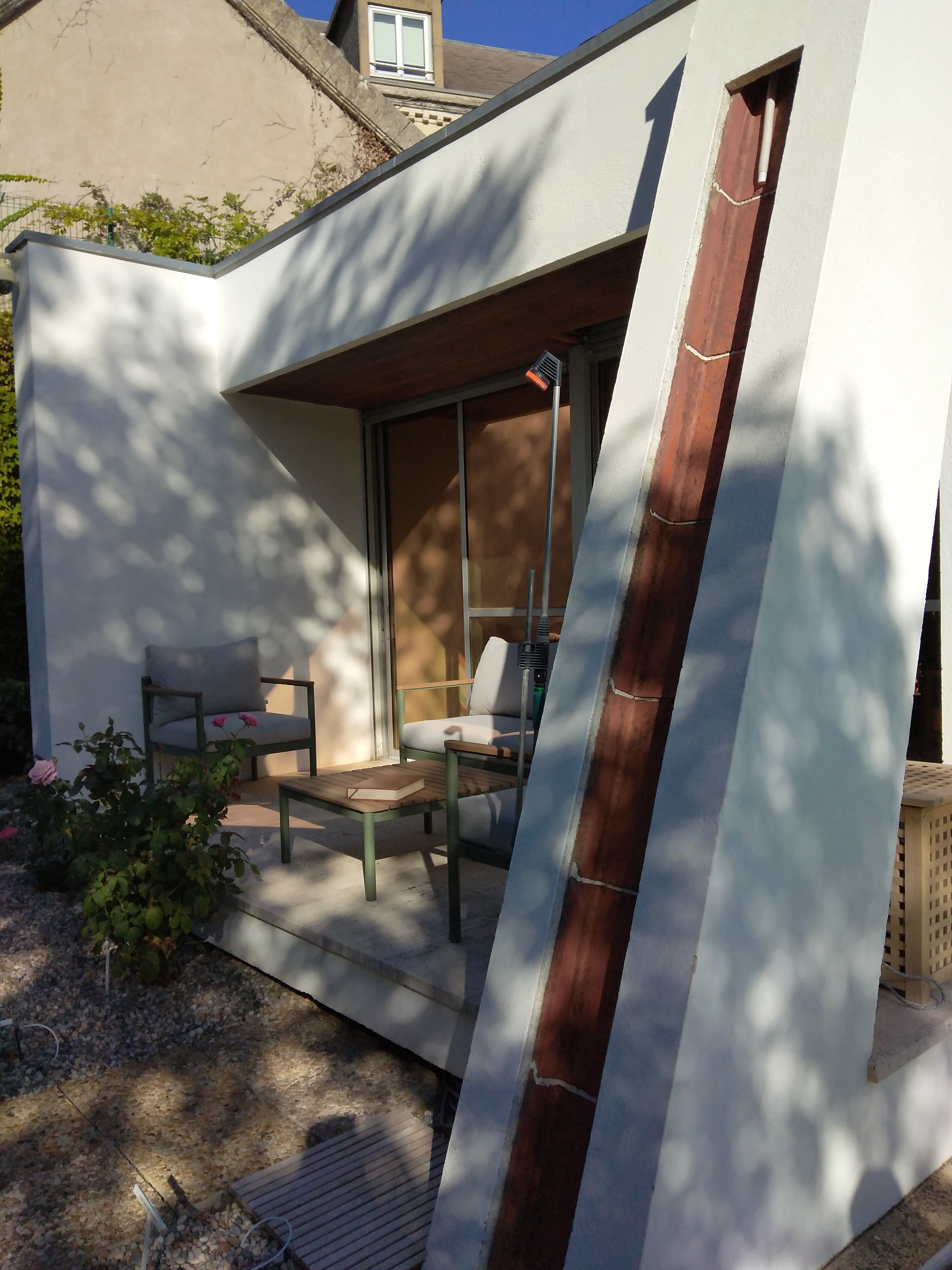
Villa Roche, détail d'une terrasse.

La villa Roche est une maison située à Nîmes dans le département du Gard et la région Languedoc-Roussillon. Elle fait l'objet d'une inscription au titre des monuments historiques depuis 2011.

## Historique
Architecte : Armand Pellier (1910-1989)

## Description

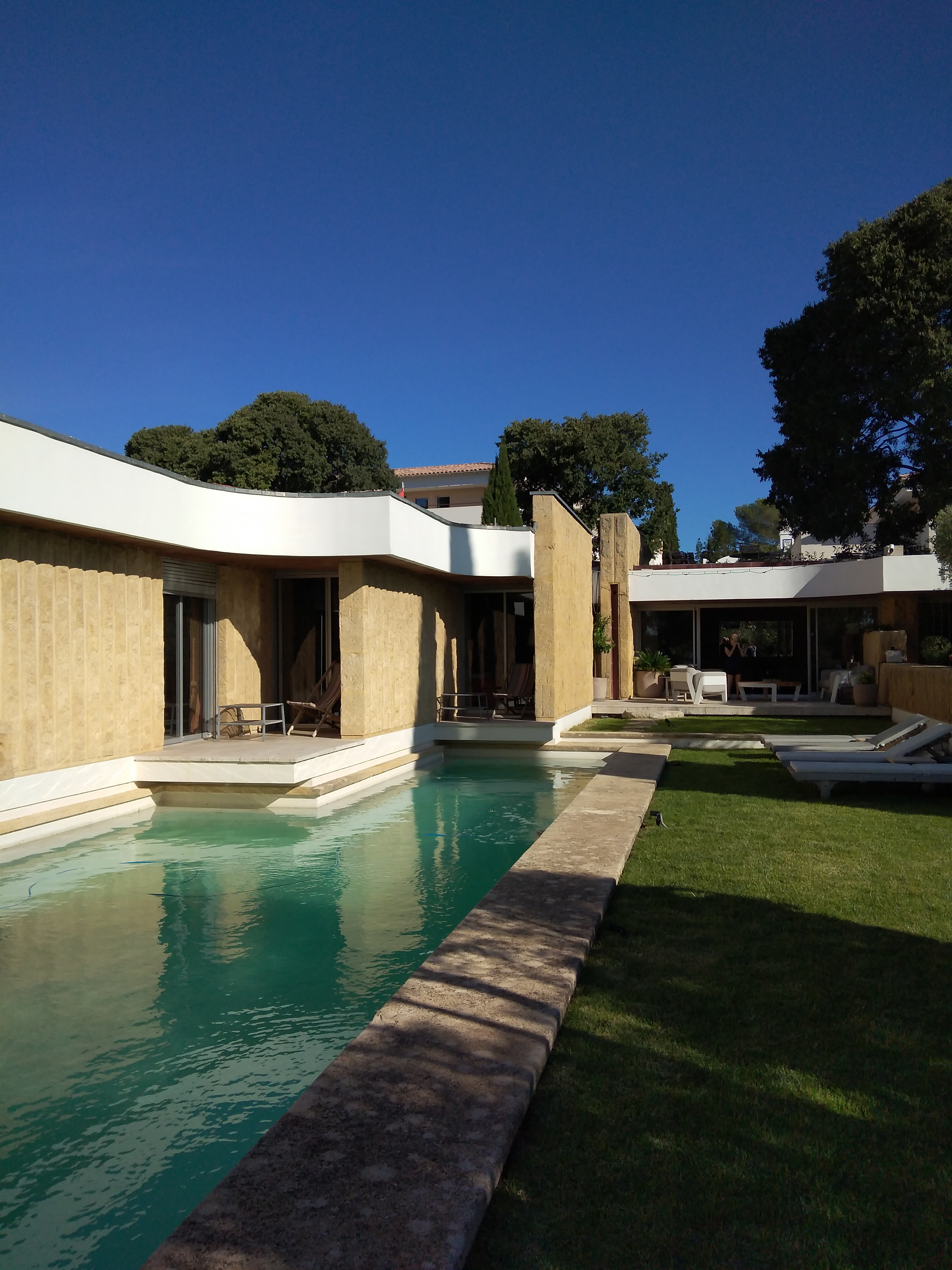
Villa Roche, piscine et façade sud en béton brut et pierre du Pont du Gard.